# Людвиг I Пфальц-Цвейбрюккенский
Людвиг I Чёрный Пфальц-Цвейбрюккенский (1424, Пфальц-Зиммерн — 19 июля 1489, Зиммерн) — пфальцграф и герцог Пфальц-Цвейбрюккена.
Людвиг I был четвертым сыном пфальцграфа Зиммерн-Цвейбрюккена Стефана и Анны, дочери Фридриха III Фельденцского.

## Биография
Людвиг родился в 1424 году. В 1439 году умерла его мать Анна. После того как 16 сентября 1444 года не стало её отца (деда Людовика) Фридриха III графа Фельденц и Спонхайм. Так как Анна была единственным ребенком Фридриха III, то её дети стали его наследниками.
16 сентября 1444 года Людвиг получил графство Фельденц, а его старший брат Фридрих — графство Спонхейм. В связи с тем, что Людвиг считался малолетним, до 14 февраля 1453 года графством Фельденц управлял его отец Стефан.
В 1451 году Людвиг выступил против своего брата Фридриха I Победоносного пытавшегося быть не только регентом, но и правителем Пфальца
В 1453 году, после того как Стефан удалился от дел, Людвиг стал самостоятельным правителем и тут же столкнулся с тем, что его права на наследство оспаривает двоюродный брат курфюрст Пфальца Фридрих I Победоносный (которого на посту курфюрста не спешили признавать ни другие курфюрсты, ни соседи, ни многие вассалы). Он потребовал у Людвига признать графство Фельденц леном пфальцского курфюршества и принести вассальную клятву.
3 июля 1455 года Фридрих объявил войну Людвигу. Его войска осадили и взяли город Бергцаберн, попутно сожгли тридцать деревень. Попытка Людвига освободить город потерпела неудачу. Людвиг обратился за помощью к бургундскому герцогу Филиппу Доброму. Филипп Добрый сначала прислал Людовику 4 тысячи пикардийцев, благодаря чему Людвиг смог сжечь двадцать деревень, принадлежащих Фридриху. Но вскоре Филипп Добрый, маркграф баденский Карл I и Дитрих Майнский заключили с Фридрихом Победоносным мир, признав того курфюрстом.
И поэтому Людвигу 3 октября 1455 года пришлось подписать мир. Людвиг возвратил Бергцаберн, но как часть пожизненного лена.
Такой мир не устроил Людвига. В 1460 году он вошел в широкую коалицию недовольных Фридрихом князей. В неё входило 18 князей империи герцогов, маркграфов и графов (в том числе архиепископ Майнца Дитер фон Изенбург, маркграф Бранденбурга Альбрехт Ахилл, маркграф Карл Баденский, граф Ульрих Вюртембергский и епископ Георг Мецский). Во время войны в 1460 году в битве при Пфеддерсхайме Людвиг с союзниками был разбит. Иоанн Нассауский, Оттон Геннеберг, Филипп Лейнинген, Дитрих Рункель и еще 150 рыцарей попали в плен к Фридриху Победоносному. И с ними при посредничестве Карла Баденского был 18 июля 1461 года заключен мир. Вскоре к нему присоединились Дитрих Майницкий и Ульрих Вюртембергский. Но Людвиг, после поражения осаждённый в Мейзенхайме, продолжал борьбу. Лишь 30 июля 1461 Людвиг вновь вынужден был заключить мир и признать сюзеренитет Фридриха.
В 1470 году, пользуясь тем, что император Фридрих III отбыл в Рим, Фридрих Победоносный
решил расширить свою власть в Эльзасе. Ссылаясь на «Золотую буллу», курфюрст Фридрих как викарий (наместник отсутствующего императора на западе империи), овладев эльзасским аббатством Вейссенбург и прилегающим городом, начал наводить там свои порядки. Недовольные курфюрстом каноники обратились за защитой к папе римскому. Понтифик и император поддержали каноников.
Это привело к войне, в которой победил курфюрст Фридрих, получивший в феврале 1470 года по третейскому суду права ландфога в Эльзасе. Не согласный с этим решением император Фридрих еще в январе 1470 года предал курфюрста Фридриха опале и призвал с ним бороться. Имперским полководцем был назначен Людвиг Чёрный, которому император передал права ландфога в Эльзасе. После того как Людвиг вновь проиграл Фридриху Победоносному, он вынужден был уступить курфюрсту 12 замков и городов. Этот мир был заключен 2 сентября 1471 года.
В 1477 году Людвиг Чёрный перенес столицу своего владения в Цвайбрюккен, так как Мейзенхайм был уязвим для нападения.
Исследователи считают Людвига Черного смелым, но недостаточно расчетливым правителем. Людвиг по личным качествам был более хорошим правителем, чем его отец Стефан и старший брат Фридрих. Но не сумев эффективно воспользоваться помощью союзников, Людвиг проигрывал своему более талантливому кузену Фридриху Победоносному.

## Семья[16]
20 марта 1454 года Людвиг женился в Люксембурге на Жанне (около 1435—1504), дочери Антуана I де Круа, графа Порсеана и Гин.
- Маргарита[нем.] (1456—1527) жена с 1470 Филиппа[болг.](1450—1509), графа Нассау-Идштейн.
- Каспар (1458—1527) пфальцграф Цвейбрюккен и Фельденц с 1489 года. Муж с 1478 года Амалии (1461—1481), дочери Альбрехта Ахиллеса, курфюрста бранденбургского.
- Иоганна (1459—1520) монахиня в Боппарде.
- Анна (1461—1520) монахиня в Боппарде.
- Александр (1462—1514) пфальцграф Цвейбрюккен и Фельденц с 1489. Муж с 1499 года Маргариты (1480—1522), дочери Крафта VI[болг.], графа Гогенлоэ-Нёйеншейн.
- Давид (1463—1478)
- Альбрехт (1464—1513) каноник в Страсбурге.
- Екатерина (1465—1542) аббатиса в Трире.
- Филипп (1467—1489) каноник в Страсбурге.
- Иоганн (1468—1513) каноник в Страсбурге и Кёльне.
- Елизавета[нем.] (1469—1500) Жена с 1492 года Иоганна Людвига I[нем.] (1472—1545) графа нассау-саарбрюккенского.
- Самсон (1474—1480)